# Стара Чаршија (Нови Пазар)
Комплекс Стара Чаршија у Новом Пазару је просторна културно-историјска целина која обухвата део града Нови Пазар на десној обали реке Рашке. 
Читав комплекс садржи неколико споменика из периода XV–XVIII века, насталих од времена османског освајања, када се дуж старог Цариградског друма почело да се изграђује насеље, до тада концентрисано на супротној страни речног корита. Простор између некада репрезентативног Гази Иса-беговог хамама и тврђаве с једне стране, односно Алтун-алем џамије са мектебом с друге стране, првобитно је био издељен на стамбене махале, док се развој чаршије везује тек за XIX век. Тада настаје низ занатлијских и трговачких радњи карактеристичних фасадних решења која су доприносила оријенталном, до данас у великој мери нарушеном изгледу целине. Дубоке стрехе и излози са ћепенцима дочаравали су утисак трговачке четврти из прошлог века, где су преовлађивале пекаре грађене по јединственом типу. 
Чаршијски простор започиње мостом над Рашком, а завршава се ханом „Граната“, изграђеним средином XIX века, у време када је градња у овом делу Новог Пазара била најинтензивнија. Бело окречених фасада и са елементима од дрвета (прозори у низу, тремови, стрехе), хан се непосредно везује за чаршијске објекте чинећи са њима јединствену градску велину од амбијенталне вредности. 
Комплекс је проглашен за културно добро од изузетног значаја под бр. ПКИЦ 22, 29. октобра 1990. године. 